# 布拉西 (约讷省)
布拉西（法語：Blacy，法語發音：[blasi]）是法国勃艮第-弗朗什-孔泰大区约讷省的一个市镇，属于阿瓦隆区。

## 地理
布拉西（47°34'21"N, 4°2'37"E）面积9.06 平方千米，位于法国勃艮第-弗朗什-孔泰大區约讷省，该省份为法国中北部内陆省份，西接卢瓦雷省，西北接塞纳-马恩省，南至涅夫勒省，东临科多尔省，东北与奥布省接壤。
与布拉西接壤的市镇（或旧市镇、城区）包括：阿努、昂日利、瑟兰河畔利勒、马桑吉、蒙雷阿勒、蒂济。

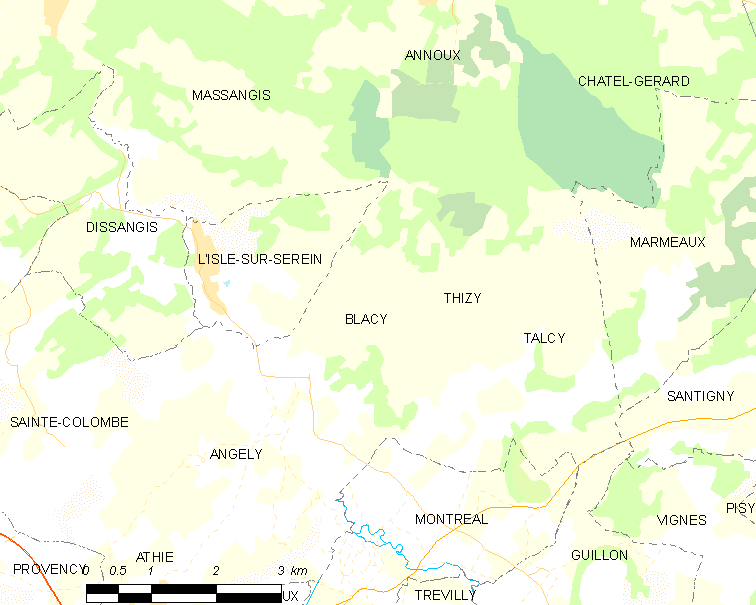
的OSM定位图

布拉西的时区为UTC+01:00、UTC+02:00（夏令时）。

## 行政
布拉西的邮政编码为89440，INSEE市镇编码为89043。

## 政治
布拉西所属的省级选区为沙布利县。

## 人口

1962-2008年间人口变化图示

布拉西于2022年1月1日时的人口数量为99人。